# Piero Pierotti
Pour les articles homonymes, voir Pierotti.
Piero Pierotti, parfois crédité Peter E. Stanley, né le 1er janvier 1912 à Pise et mort le 4 mai 1970 à Rome, est un réalisateur et scénariste italien.

## Biographie
Piero Pierotti commence sa carrière comme journaliste à La Nazione et au Il Nuovo Corriere, puis fonde le journal Corriere dell'Arno.
Après quelques travaux en amateur, il se rend à Rome où il suit les cours au Centro Sperimentale di Cinematografia dont il obtient le diplôme en 1939,,.
Piero Pierotti a enseigné à l'Université de Pise et a été actif en tant que documentaliste et assistant réalisateur, collaborant avec Raffaello Matarazzo,,.
Actif comme scénariste à partir de 1955, à la fin des années 1950 il fait ses débuts de réalisateur avec L'arciere nero et a réalisé une vingtaine de films jusqu'en 1969, se consacrant aux films d'aventure et aux peplums,,. Il a parfois été crédité sous le nom de Peter E. Stanley.

## Filmographie

### Réalisateur
- 1959 : L'Archer noir (L'arciere nero)
- 1959 : La Vengeance du Sarrasin (La scimitarra del saraceno)
- 1960 : Cavalcata selvaggia
- 1962 : Marco Polo (L'avventura di un italiano in Cina)
- 1962 : Cléopâtre, une reine pour César (Una regina per Cesare)
- 1963 : Goliath et le Cavalier masqué (Golia e il cavaliere mascherato)
- 1964 : Le Pont des Soupirs (Il ponte dei sospiri)
- 1964 : Napoleone a Firenze
- 1964 : Samson contre tous (Ercole contro Roma)
- 1964 : Samson et le trésor des Incas (Sansone e il tesoro degli Incas)
- 1965 : Le Mystère de l'île maudite (Il mistero dell'isola maledetta)
- 1966 : Zorro le rebelle (Zorro il ribelle)
- 1967 : Quatre malfrats pour un casse (Assalto al tesoro di stato)
- 1969 : La Dernière Balle à pile ou face (Testa o croce)
- 1972 : Scaramouche (La grande avventura di Scaramouche)

### Scénariste
- 1942 : Via delle Cinque Lune de Luigi Chiarini (non crédité) de Luigi Chiarini
- 1951 : Caruso, la légende d'une voix (Enrico Caruso, leggenda di una voce) de Giacomo Gentilomo
- 1952 : Mélodies immortelles (Melodie immortali - Mascagni) de Giacomo Gentilomo
- 1954 : Les Enfants de la violence (Guai ai vinti) de Raffaello Matarazzo
- 1955 : La femme aux deux visages (L'angelo bianco) de Raffaello Matarazzo
- 1955 : La Belle des belles (La donna più bella del mondo) de Robert Z. Leonard
- 1956 : L'intrusa de Raffaello Matarazzo
- 1959 : L'Archer noir (L'arciere nero)
- 1959 : La Vengeance du Sarrasin (La scimitarra del saraceno)
- 1960 : Le Retour de Robin des Bois (Il cavaliere dai cento volti) de Pino Mercanti
- 1961 : La ruée des Vikings (Gli invasori) de Mario Bava
- 1962 : Le Monstre aux yeux verts (I pianeti contro di noi) de Romano Ferrara
- 1962 : Maciste en enfer (Maciste all’inferno) de Riccardo Freda
- 1963 : Goliath et le Cavalier masqué (Golia e il cavaliere mascherato)
- 1964 : Rome contre Rome (Roma contro Roma) de Giuseppe Vari
- 1965 : Super 7 appelle le Sphinx (Super Seven Calling Cairo) d'Umberto Lenzi
- 1966 : Zorro le rebelle (Zorro il ribelle)
- 1967 : Quatre malfrats pour un casse (Assalto al tesoro di stato)
- 1968 : Le Fils de l'Aigle noir (Il figlio di Aquila Nera) de Guido Malatesta
- 1969 : La Dernière Balle à pile ou face (Testa o croce)
- 1969 : Zorro, marquis de Navarre (Zorro marchese di Navarra) de Franco Montemurro
- 1970 : Les Nouvelles Aventures de Robin des Bois (Robin Hood, l'invincibile arciere) de José Luis Merino